# Liste des épisodes d'Austin et Ally

Austin et Ally (version originale : Austin and Ally) est une série télévisée américaine créée par Kevin Kopelow et Heath Seifert, diffusée depuis le 4 décembre 2011 sur Disney Channel. En France en Suisse et en Belgique, le pilote est diffusé en avant-première le 20 mars 2012, le reste de la série à partir du 11 avril 2012 sur Disney Channel France. Néanmoins, elle reste inédite au Québec[réf. nécessaire].

## Saisons
| Saison | Saison | Épisodes | États-Unis      | États-Unis        | France          | France          |
| Saison | Saison | Épisodes | Début           | Fin               | Début           | Fin             |
| ------ | ------ | -------- | --------------- | ----------------- | --------------- | --------------- |
|        | 1      | 19       | 2 décembre 2011 | 9 septembre 2012  | 20 mars 2012    | 31 octobre 2012 |
|        | 2      | 26       | 7 octobre 2012  | 29 septembre 2013 | 16 janvier 2013 | 12 mars 2014    |
|        | 3      | 22       | 27 octobre 2013 | 23 novembre 2014  | 19 mars 2014    | 6 décembre 2014 |
|        | 4      | 20       | 18 janvier 2015 | 10 janvier 2016   | 25 avril 2015   | 27 février 2016 |

## Épisodes

### Saison 1 (2011–2012)
| №  | #  | Titre Français                       | Titre Original                | Diffusion française | Diffusion originale | Code prod. |
| -- | -- | ------------------------------------ | ----------------------------- | ------------------- | ------------------- | ---------- |
| 1  | 1  | La rencontre                         | Rockers & Writers             | 20 mars 2012        | 2 décembre 2011     | 101        |
| 2  | 2  | Une histoire de kangourous           | Kangaroos & Chaos             | 11 avril 2012       | 4 décembre 2011     | 102        |
| 3  | 3  | Le petit livre des secrets           | Secrets & Songbooks           | 18 avril 2012       | 11 décembre 2011    | 103        |
| 4  | 4  | Atomes crochus                       | Zaliens & Cloud Watchers      | 25 avril 2012       | 8 janvier 2012      | 105        |
| 5  | 5  | Blogueuse et Papillons               | Bloggers & Butterflies        | 2 mai 2012          | 15 janvier 2012     | 104        |
| 6  | 6  | Le choix d'Austin                    | Tickets & Trashbags           | 8 mai 2012          | 22 janvier 2012     | 107        |
| 7  | 7  | La guerre des agents                 | Managers & Meatballs          | 8 mai 2012          | 29 janvier 2012     | 108        |
| 8  | 8  | Les quinze ans de Trish              | Club Owners & Quinceaneras    | 8 mai 2012          | 19 février 2012     | 109        |
| 9  | 9  | Panique sur les ondes                | Deejays & Demos               | 8 mai 2012          | 26 février 2012     | 111        |
| 10 | 10 | Basket, records et quiproquos        | World Records & Work Wreckers | 8 mai 2012          | 4 mars 2012         | 113        |
| 11 | 11 | Garde à vue                          | Songwriting & Starfish        | 5 septembre 2012    | 11 mars 2012        | 110        |
| 12 | 12 | Ally et sa bonne étoile              | Soups & Stars                 | 12 septembre 2012   | 25 mars 2012        | 115        |
| 13 | 13 | Le voleur du centre commercial       | Burglaries & Boobytraps       | 19 septembre 2012   | 15 avril 2012       | 106        |
| 14 | 14 | Tout pour ma tablette                | My TAB & My Pet               | 26 septembre 2012   | 22 avril 2012       | 114        |
| 15 | 15 | La peur des parasols                 | Filmmaking & Fear Breaking    | 3 octobre 2012      | 20 mai 2012         | 112        |
| 16 | 16 | Austin est amoureux                  | Diners & Daters               | 10 octobre 2012     | 17 juin 2012        | 116        |
| 17 | 17 | Austin et Ally sont sur un bateau... | Everglades & Ally-Gators      | 17 octobre 2012     | 15 juillet 2012     | 119        |
| 18 | 18 | Sans voix                            | Successes & Setbacks          | 24 octobre 2012     | 19 août 2012        | 117        |
| 19 | 19 | Album et Audition                    | Albums & Auditions            | 31 octobre 2012     | 9 septembre 2012    | 118        |

### Saison 2 (2012–2013)
La deuxième saison est annoncée le 11 mars 2012. Les tournages se déroule de l'été 2012 à février 2013.
| №  | #  | Titre Français                           | Titre Original                             | Diffusion française | Diffusion originale | Code prod. |
| -- | -- | ---------------------------------------- | ------------------------------------------ | ------------------- | ------------------- | ---------- |
| 20 | 01 | Sous le masque                           | Costume & Courage                          | 16 janvier 2013     | 7 octobre 2012      | 201        |
| 21 | 02 | Le nouveau danseur                       | Backups & Breakups                         | 23 janvier 2013     | 14 octobre 2012     | 202        |
| 22 | 03 | Exagérations                             | Magazines & Made-Up Stuff                  | 27 février 2013     | 28 octobre 2012     | 205        |
| 23 | 04 | Privé de sortie                          | Parents & Punishments                      | 6 mars 2013         | 4 novembre 2012     | 206        |
| 24 | 05 | Copieurs et mauvaises odeurs             | Crybabies & Cologne                        | 13 mars 2013        | 11 novembre 2012    | 204        |
| 25 | 06 | Austin & Jessie & Ally : Tous ensemble ! | Austin & Jessie & Ally : All Star New Year | 30 janvier 2013     | 7 décembre 2012     | 211        |
| 26 | 07 | Manèges et mauvaise haleine              | Ferris Wheels & Funky Breath               | 20 février 2013     | 13 janvier 2013     | 203        |
| 27 | 08 | Copine ou petite copine ?                | Girlfriends & Girl friends                 | 20 mars 2013        | 27 janvier 2013     | 207        |
| 28 | 09 | Stage, quiz et quiproquo                 | Campers & Complications                    | 27 mars 2013        | 17 février 2013     | 208        |
| 29 | 10 | La Décision d'Austin                     | Chapters & Choices                         | 3 avril 2013        | 24 février 2013     | 209        |
| 30 | 11 | Le Choix d'Austin                        | Partners & Parachutes                      | 10 avril 2013       | 17 mars 2013        | 210        |
| 31 | 12 | La Machine magique                       | Freaky Friends & Fan Fiction               | 18 octobre 2013     | 7 avril 2013        | 217        |
| 32 | 13 | Couple ou Duo                            | Couples & Careers                          | 17 avril 2013       | 5 mai 2013          | 212        |
| 33 | 14 | Le Collier perdu                         | Spas & Spies                               | 29 mai 2013         | 19 mai 2013         | 213        |
| 34 | 15 | Ally et Entrechats                       | Solos & Stray Kitties                      | 4 septembre 2013    | 2 juin 2013         | 218        |
| 35 | 16 | Scouts, toujours prêts à chanter !       | Boy Songs & Badges                         | 11 septembre 2013   | 8 juin 2013         | 214        |
| 36 | 17 | Chansons et Quiproquos                   | Tracks & Trouble                           | 17 septembre 2013   | 23 juin 2013        | 216        |
| 37 | 18 | La Pire Danseuse du monde                | Viral Videos & Very bad dancing            | 18 septembre 2013   | 14 juillet 2013     | 219        |
| 38 | 19 | Amour secret et chanson volée            | Tunes & Trials                             | 25 septembre 2013   | 19 juillet 2013     | 220        |
| 39 | 20 | Voyage vers le futur                     | Future sounds & Festival Songs             | 5 octobre 2013      | 28 juillet 2013     | 226        |
| 40 | 21 | Les Dangers du sport                     | Sports & Sprains                           | 2 octobre 2013      | 4 août 2013         | 221        |
| 41 | 22 | Vagabond et Rock star                    | Beach Blums & Bling                        | 9 octobre 2013      | 11 août 2013        | 215        |
| 42 | 23 | Ennemis jurés                            | Family & Feuds                             | 12 mars 2014        | 1er septembre 2013  | 223        |
| 43 | 24 | À la recherche du top talent             | Moon Week & Mentors                        | 23 octobre 2013     | 15 septembre 2013   | 222        |
| 44 | 25 | Le Film de leur vie                      | Real life & Reel life                      | 30 octobre 2013     | 22 septembre 2013   | 224        |
| 45 | 26 | Le Choix d'Ally                          | Fresh Starts & Farewells                   | 6 novembre 2013     | 29 septembre 2013   | 225        |

### Saison 3 (2013–2014)
La troisième saison est annoncée le 12 mars 2013, et officiellement confirmée le 2 avril 2013,. La production a pris fin le 24 janvier 2014.
| №  | #  | Titre Français               | Titre Original                    | Diffusion française | Diffusion originale | Code prod. |
| -- | -- | ---------------------------- | --------------------------------- | ------------------- | ------------------- | ---------- |
| 46 | 01 | Une tournée mouvementée      | Road Trips & Reunions             | 19 mars 2014        | 27 octobre 2013     | 301        |
| 47 | 02 | Notre vie sans Austin        | What If's & Where's Austin        | 26 mars 2014        | 3 novembre 2013     | 302        |
| 48 | 03 | Les Petits Souliers d'Austin | Presidents & Problems             | 2 avril 2014        | 10 novembre 2013    | 303        |
| 49 | 04 | Meilleures amies             | Beach Clubs & BFF's               | 9 avril 2014        | 24 novembre 2013    | 304        |
| 50 | 05 | L'Esprit de Noël             | Mix-Ups & Mistletoes              | 6 décembre 2014     | 1er décembre 2013   | 310        |
| 51 | 06 | Problème d'autorité          | Glee Clubs & Glory                | 16 avril 2014       | 19 janvier 2014     | 313        |
| 52 | 07 | Austin et Roxy               | Austin & Alias                    | 23 avril 2014       | 26 janvier 2014     | 305        |
| 53 | 08 | Austin et sa princesse       | Princesses & Prizes               | 30 avril 2014       | 9 février 2014      | 306        |
| 54 | 09 | Docteur Cupidon              | Cupids & Cuties                   | 7 mai 2014          | 9 mars 2014         | 307        |
| 55 | 10 | Doutes                       | Critics & Confidence              | 21 mai 2014         | 16 mars 2014        | 308        |
| 56 | 11 | Dez derrière la caméra       | Directors & Divas                 | 13 mai 2014         | 13 avril 2014       | 317        |
| 57 | 12 | Le rival d'Austin            | Hunks & Homecoming                | 6 septembre 2014    | 22 juin 2014        | 311        |
| 58 | 13 | Podium et premiers pas       | Fashion Shows & First Impressions | 13 septembre 2014   | 29 juin 2014        | 312        |
| 59 | 14 | Un fan encombrant            | Fanatics & Favors                 | 20 septembre 2014   | 13 juillet 2014     | 309        |
| 60 | 15 | Austin et les Zaliens        | Eggs & Extraterrestrials          | 27 septembre 2014   | 27 juillet 2014     | 321        |
| 61 | 16 | La Valse des cavaliers       | Proms & Promises                  | 4 octobre 2014      | 10 août 2014        | 315        |
| 62 | 17 | Le Bal de promo              | Last Dances & Last Chances        | 11 octobre 2014     | 24 août 2014        | 316        |
| 63 | 18 | Compte à rebours vidéo       | Videos & Villains                 | 1er novembre 2014   | 21 septembre 2014   | 320        |
| 64 | 19 | Beauté et Méchanceté         | Beauties & Bullies                | 8 novembre 2014     | 28 septembre 2014   | 319        |
| 65 | 20 | Halloween et Terreurs        | Horror Stories & Halloween Scares | 18 octobre 2014     | 5 octobre 2014      | 318        |
| 66 | 21 | Adieu Sonic Boom             | Records & Wreckings Balls         | 15 novembre 2014    | 12 octobre 2014     | 314        |
| 67 | 22 | La Soirée d'une vie          | Relationships & Red Carpets       | 22 novembre 2014    | 23 novembre 2014    | 322        |

### Saison 4 (2015–2016)
La saison 4 a été confirmé le 25 avril 2014. Le tournage de la saison 4 a commencé le lundi 13 octobre. Le 06 février 2015, Laura Marano déclare que cette quatrième saison est la dernière.[réf. nécessaire]
| №  | #  | Titre Français                         | Titre Original                      | Diffusion française | Diffusion originale | Code prod. |
| -- | -- | -------------------------------------- | ----------------------------------- | ------------------- | ------------------- | ---------- |
| 68 | 01 | Partir ou rester ?                     | Buzzcuts & Beginnings               | 25 avril 2015       | 18 janvier 2015     | 401        |
| 69 | 02 | Musique et Matelas                     | Mattress Stores & Music Factories   | 2 mai 2015          | 25 janvier 2015     | 402        |
| 70 | 03 | Le défi                                | Grand Openings & Great Expectations | 9 mai 2015          | 8 février 2015      | 403        |
| 71 | 04 | Austin apprend l'espagnol              | Seniors & Senors                    | 16 mai 2015         | 15 février 2015     | 404        |
| 72 | 05 | Devoirs et talents cachés              | Homework & Hidden Talents           | 30 mai 2015         | 29 mars 2015        | 405        |
| 73 | 06 | Austin et Ally ou Billy et Bobbie      | Duos & Deception                    | 6 juin 2015         | 19 avril 2015       | 409        |
| 74 | 07 | Parfum de Mariage                      | Wedding Balls & Wacky Birds         | 14 juin 2015        | 3 mai 2015          | 406        |
| 75 | 08 | Un secret bien gardé                   | Karaoke & Kalamity                  | 29 août 2015        | 14 juin 2015        | 412        |
| 76 | 09 | Une élève trop douée                   | Mini-me's & Muffin Baskets          | 12 septembre 2015   | 21 juin 2015        | 413        |
| 77 | 10 | Danse et performance                   | Dancers & Ditzes                    | 19 septembre 2015   | 12 juillet 2015     | 407        |
| 78 | 11 | Mystère et fièvre disco                | Mysteries & Medding Kids            | 26 septembre 2015   | 26 juillet 2015     | 417        |
| 79 | 12 | Prédictions                            | Comebacks & Crystal Balls           | 3 octobre 2015      | 9 août 2015         | 408        |
| 80 | 13 | En pleine tempête                      | Burdens & Boynado                   | 14 novembre 2015    | 23 août 2015        | 418        |
| 81 | 14 | Austin & Ally contre la petite terreur | Bad Seeds & Bad Dates               | 17 octobre 2015     | 20 septembre 2015   | 411        |
| 82 | 15 | Fiction et frissons                    | Scary Spirits & Spooky Stories      | 31 octobre 2015     | 4 octobre 2015      | 414        |
| 83 | 16 | La Fin de l'Enfance                    | Rejection & Rocketships             | 21 novembre 2015    | 8 novembre 2015     | 415        |
| 84 | 17 | A la recherche du livre perdu          | Cap and Gown & Can't Be Found       | 28 novembre 2015    | 22 novembre 2015    | 416        |
| 85 | 18 | Surprises et Père Noël                 | Santas & Surprises                  | 12 décembre 2015    | 6 décembre 2015     | 410        |
| 86 | 19 | Ce n'est qu'un au revoir               | Musicals & Moving On                | 27 février 2016     | 10 janvier 2016     | 420        |
| 87 | 20 | Duos et destins                        | Duets & Destiny                     | 27 février 2016     | 10 janvier 2016     | 419        |